# Melipona rufiventris
Melipona rufiventris là một loài Hymenoptera trong họ Apidae. Loài này được Lepeletier mô tả khoa học năm 1836.